# Résidu à l'infini
En analyse complexe, le résidu à l'infini est le résidu d'une fonction holomorphe sur une couronne de rayon extérieur infini. 
L'infini {\displaystyle \infty } étant un point ajouté à l'espace localement compact {\displaystyle \mathbb {C} } pour le rendre compact (il s'agit alors d'une compactification par un point). Cet espace compactifié noté {\displaystyle {\hat {\mathbb {C} }}} est identifié à la sphère de Riemann.
Soit f une fonction holomorphe sur la couronne {\displaystyle A(0,R,\infty )}. 
On définit le résidu à l'infini de la fonction {\displaystyle f} comme suit :
{\displaystyle \mathrm {Res} (f,\infty )=\mathrm {Res} \left({-1 \over z^{2}}f\left({1 \over z}\right),0\right).}
Intuitivement, on passe de l'étude de {\displaystyle f(z)} à l'infini à l'étude de {\displaystyle f(1/z)} à l'origine.
Par ailleurs, pour tout {\displaystyle r>R}, on a :
{\displaystyle \mathrm {Res} (f,\infty )={-1 \over 2\pi i}\int _{C(0,r)}f(z)~\mathrm {d} z.}
Les relations ci-dessus permettent de renforcer le théorème des résidus pour calculer certaines intégrales réelles.

## Preuve des équivalences
Tel qu'on l'a défini plus haut et en effectuant le changement de variable {\displaystyle w=z^{-1}} pour passer de {\displaystyle f(w)} à {\displaystyle f\left(z^{-1}\right)}, on a :
{\displaystyle \mathrm {Res} (f,\infty )={1 \over 2\pi i}\int _{C(0,r')}{-1 \over z^{2}}f\left({1 \over z}\right)~\mathrm {d} z}
où l'on a considéré la définition d'un résidu. L'intégrale est indépendante de r'  tel que {\displaystyle 0<r'<R^{-1}} et on peut donc considérer en particulier le cas {\displaystyle r'=r^{-1}} (avec {\displaystyle r>R} comme indiqué plus haut). 
Le membre de droite prouve la première équivalence puisqu'il correspond à {\displaystyle \mathrm {Res} \left({-1 \over z^{2}}f\left({1 \over z}\right),0\right)}.
On peut développer l'intégrale en considérant la paramétrisation habituelle du cercle : {\displaystyle z=r^{-1}\exp(it)} :
{\displaystyle \int _{C(0,1/r)}{-1 \over z^{2}}f\left({1 \over z}\right)~\mathrm {d} z=\int _{0}^{2\pi }-r^{2}e^{-2it}f\left(re^{-it}\right){i \over r}e^{it}~\mathrm {d} t.}
Or cette dernière expression est égale à :
{\displaystyle \int _{0}^{2\pi }f\left(re^{-it}\right)\cdot \left(-ire^{-it}\right)~\mathrm {d} t=\int _{C^{*}(0,r)}f(z)~\mathrm {d} z}
où l'exposant * indique que le chemin est parcouru dans le sens opposé (sens anti-trigonométrique). En insérant ce dernier résultat dans l'équation de départ, nous avons finalement :
{\displaystyle \mathrm {Res} (f,\infty )={-1 \over 2\pi i}\int _{C(0,r)}f(z)~\mathrm {d} z}
où l'on a utilisé la propriété des intégrales curvilignes indiquant que la valeur de l'intégrale d'une fonction holomorphe le long d'un chemin {\displaystyle \gamma } est opposée à la valeur de l'intégrale sur ce même chemin parcouru dans le sens opposé {\displaystyle \gamma ^{*}}.

## Application

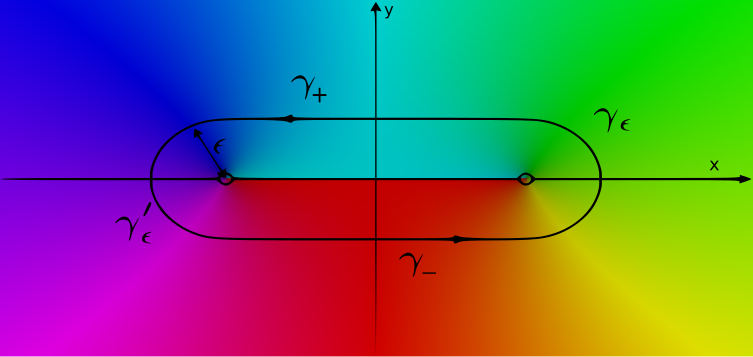
Illustration du contour en ses quatre parties (demi cercle droit, demi cercle gauche, segment inférieur et segment supérieur). Rouge indique les nombres réels positifs et cyan indique les nombres réels negatifs.

Ce théorème peut s'avérer efficace dans le calcul d'intégrales définies. Considérons par exemple de calculer par le biais des résidus l'intégrale suivante :
{\displaystyle I=\int _{-1}^{1}{\mathrm {d} x \over {\sqrt {1-x^{2}}}}.}
L'intégrale peut être calculée en utilisant les méthodes habituelles de l'analyse réelle et le résultat est {\displaystyle I=\pi }.
Il existe une détermination holomorphe de {\displaystyle {\sqrt {1-z^{2}}}} sur l'ouvert {\displaystyle U=\mathbb {C} \backslash [-1,1]} :
{\displaystyle {\sqrt {1-z^{2}}}={\sqrt {1-z}}{\sqrt {1+z}}={\sqrt {|1-z|}}\mathrm {e} ^{i\theta _{1}/2}{\sqrt {|1+z|}}\mathrm {e} ^{i\theta _{2}/2}}
avec {\displaystyle \theta _{1}\in [0,2\pi [} et {\displaystyle \theta _{2}\in [-\pi ,\pi [} (c'est la détermination principale).
Soit le contour {\displaystyle \gamma } entourant la discontinuité et illustré sur la figure.
Il est clair que ce contour est homotope au cercle {\displaystyle C(0,R)} centré à l'origine et de rayon R>1.
On a donc :
{\displaystyle I^{*}=\int _{\gamma }f(z)~\mathrm {d} z=\int _{C(0,R)}f(z)~\mathrm {d} z=-2i\pi \mathrm {Res} (f,\infty ).}
Commençons par calculer le résidu à l'infini : 
{\displaystyle \mathrm {Res} (f,\infty )=\mathrm {Res} \left({-1 \over z^{2}}f\left({1 \over z}\right),0\right)}
où l'on a :
{\displaystyle {-1 \over z^{2}}f\left({1 \over z}\right)={-1 \over z^{2}}\cdot {1 \over {\sqrt {1-1/z^{2}}}}={-1 \over z{\sqrt {z^{2}-1}}}.}
Le résidu vaut donc :
{\displaystyle \mathrm {Res} (f,\infty )=\lim _{z\to 0}z\cdot {-1 \over z{\sqrt {z^{2}-1}}}=i.}
Par conséquent on a :
{\displaystyle I^{*}=2\pi .}
Il reste à passer à la limite {\displaystyle \epsilon \to 0} ; en décomposant l'intégrale en quatre chemins illustrés à la figure ci-contre, on a :
{\displaystyle \lim _{\epsilon \to 0}\int _{\gamma }f(z)~\mathrm {d} z=\lim _{\epsilon \to 0}\left(\int _{\gamma _{+}\circ \gamma _{-}}f(z)~\mathrm {d} z+\int _{\gamma _{\epsilon }\circ \gamma '_{\epsilon }}f(z)~\mathrm {d} z\right).}
Par estimation standard, on montre que le deuxième terme du membre de droite tend vers zéro à la limite. Par ailleurs, lorsque {\displaystyle \epsilon \to 0}, le long de {\displaystyle \gamma _{+}}, {\displaystyle \theta _{1}} et {\displaystyle \theta _{2}} tendent vers {\displaystyle \pi } ; le long de {\displaystyle \gamma _{-}}, {\displaystyle \theta _{1}} tend vers {\displaystyle \pi } et {\displaystyle \theta _{2}} vers {\displaystyle -\pi }, on a donc :
{\displaystyle \lim _{\epsilon \to 0}\int _{\gamma _{+}}{\mathrm {d} z \over {\sqrt {|1-z|}}\mathrm {e} ^{i\theta _{1}/2}{\sqrt {|1+z|}}\mathrm {e} ^{i\theta _{2}/2}}=\int _{+1}^{-1}{-\mathrm {d} x \over {\sqrt {1-x^{2}}}}}
avec {\displaystyle \mathrm {e} ^{i(\pi +\pi )/2}=\mathrm {e} ^{i\pi }=-1} et
{\displaystyle \lim _{\epsilon \to 0}\int _{\gamma _{-}}f(z)~\mathrm {d} z=\int _{-1}^{+1}{\mathrm {d} x \over {\sqrt {1-x^{2}}}}=I}
avec {\displaystyle \mathrm {e} ^{i(\pi -\pi )/2}=1}.
On a finalement :
{\displaystyle I^{*}=\lim _{\epsilon \to 0}\left(\int _{\gamma _{+}}f(z)~\mathrm {d} z+\int _{\gamma _{-}}f(z)~\mathrm {d} z\right)=2I}
et nous avons bien le résultat espéré, à savoir {\displaystyle I=\pi }.
Il était ici beaucoup plus aisé de passer par l'analyse réelle mais la méthode présentée ci-dessus peut être utilisée dans des cas pour lesquels une forme analytique simple n'existe pas. L'exemple ci-dessus a cependant l'avantage d'être représentatif et relativement simple.